# Петар Іванов (веслувальник)
Петар Іванов (італ. Petar Ivanov, 1894 — 1961) — італійський академічний веслувальник.
Бронзовий призер Олімпійських Ігор 1924 року в складі вісімки.
Чемпіон Європи 1923 року в складі вісімки.